# Mehanička veza
Mehanička veza je tip hemijske veze prisutan u mehanički vezanim molekulskim arhitekturama, kao što su katenani i rotaksani. Za razliku od klasičnih molekulskih struktura, međusobno zaključani molekuli se sastoje od dve ili više zasebnih komponenti koje nisu vezane hemijskim (npr. kovalentnim) vezama. Te strukture su pravi molekuli i nisu supramolekularne konstrukcije, pošto je svaka komponenta unutrašnje vezana za drugu – što dovodi do mehaničke veze koja sprečava disocijaciju bez razlaganja jedne od kovalentnih veza. “Mehanička veza” je relativno nov termin i trenutno ima ograničenu upotrebu u hemijskoj literaturi u odnosu na bolje poznate tipove veza, kao što su kovalentne, vodonične, ili jonske veze.